# Bewegliche Denkmale in Österreich/Liste von Schienenfahrzeugen
Diese Zusammenstellung der Schienenfahrzeuge als Teil der beweglichen Denkmale Österreichs entstand auf Basis behördlicher, staatlicher sowie parlamentarischer Dokumente und in Zusammenarbeit mit dem Bundesdenkmalamt, dem Technischen Museum Wien (TMW) und Experten des Verbandes Österreichischer Museums- und Touristikbahnen. Sie kann als weitgehend vollständig gelten.
Aufgrund des teilweise sehr schlechten Erhaltungszustandes einiger Objekte kam es im März 2024 im österreichischen Parlament zu einem Fünfparteien-Entschliessungsantrag „zur Verhinderung des weiteren Verfalls sowie eine mittelfristige Strategie für das historische österreichische Eisenbahnerbe“.

## Einleitendes
Eine große Gruppe denkmalgeschützter Schienenfahrzeuge stand bis in die 1990er-Jahre im Besitz des technischen Museums Wien (TMW). Diese Sammlung wurde aus organisatorischen Gründen geteilt. Ein Teil verblieb beim TMW, ein anderer wurde an die Österreichischen Bundesbahnen (ÖBB) übergeben. Die ÖBB gaben den größten Teil ihrer Sammlung zur Betreuung an den 1. Österreichischen Straßenbahn- und Eisenbahn-Klub (1. ÖSEK), Trägerverein des Eisenbahnmuseums Strasshof, weiter.

## Sammlungsbestand Republik Österreich, Technisches Museum Wien
Diese Sammlung geht in ihren Anfängen bereits auf die Zeit vor Gründung des Technischen Museums Wien zurück und trug lange die Bezeichnung „Sammlung des Österreichischen Eisenbahnmuseums“. Das 'Österreichische Eisenbahnmuseum' war faktisch, aber nicht rechtlich, ein Bestandteil des Technischen Museums Wien. Seine Exponate stehen auch ohne expliziten Unterschutzstellungsbescheid nach §2 Denkmalschutzgesetz unter Schutz.
| Bild                                  | Bezeichnung oder Nummer                                                                  | Inventarnummer          | Baujahr     | Standort, Erläuterung |
| ------------------------------------- | ---------------------------------------------------------------------------------------- | ----------------------- | ----------- | --- |
|                                       | Personenwagen der Pferdeeisenbahn Budweis–Linz–Gmunden Hannibal                          | TMW 40077               | 1841        | Hauptgebäude des Technischen Museums Wien (Beschreibung) |
|                                       | Kleiner Inspektionswagen der Pferdeeisenbahn Budweis–Linz–Gmunden                        | TMW 40079               | 1835        | Depot Haringsee (Beschreibung) |
|                                       | Hofsalonwagen Hz 0011 der Kaiserin Elisabeth                                             | TMW 40331               | 1873        | Hauptgebäude des Technischen Museums Wien (Beschreibung) |
|                                       | Gepäckwagen Klasse VIII Nr. 52 der KFNB mit Bremserhaus                                  | TMW 40334               | 1847        | Depot Haringsee (Beschreibung) |
|                                       | Elektrolok 1060.001 der kkStB                                                            | TMW 40335               | 1912        | Depot Haringsee (Beschreibung) |
|                                       | Benzintriebwagen, Daimler Waggonet                                                       | TMW 40339               | 1890        | Depot Haringsee (Beschreibung) |
|                                       | Elektrolokomotive Nr. 1 der Anstaltsbahn Steinhof                                        | TMW 40344               | 1906        | Leihgabe VEF, Eisenbahnmuseum Schwechat (Beschreibung) |
|                                       | Personenzuglok Gmunden                                                                   | TMW 40395               | 1854        | Südbahnmuseum Mürzzuschlag (Beschreibung) |
|                                       | Sommerwagen II. Klasse Nr. 10 der Lokalbahn Lambach–Gmunden                              | TMW 40520               | 1855        | Hauptgebäude des Technischen Museums Wien (Beschreibung) |
|                                       | Dampflokomotive 1.20, Schnittlok                                                         | TMW 40524               | 1883        | Hauptgebäude des Technischen Museums Wien (Beschreibung) |
|                                       | Personenzuglokomotive der Südlichen Staatsbahn Steinbrück mit Tender                     | TMW 40560/1 TMW 40560/2 | 1848 18..   | Südbahnmuseum Mürzzuschlag () |
|                                       | Personenzuglokomotive der KFNB Ajax mit Tender Nr. 37                                    | TMW 40561/1 TMW 40561/2 | 1841 1847   | Hauptgebäude des Technischen Museums Wien (Beschreibung) (Beschreibung) |
|                                       | Dampflokomotive kkStB 180.01 mit Tender kkStB 156.1258                                   | TMW 40565/1 TMW 40565/2 | 1901 1917   | Südbahnmuseum Mürzzuschlag (Beschreibung) (Beschreibung) |
|                                       | Dampflokomotive Nr. 1 der Gaisbergbahn                                                   | TMW 40662/1             | 1886        | Salzburger Freilichtmuseum (Beschreibung) |
|                                       | Wagen Nr. 6 der Gaisbergbahn                                                             | TMW 40662/2             | 1886        | Salzburger Freilichtmuseum (Beschreibung) |
|                                       | Erster Wagen der Grazer Schloßbergbahn                                                   | TMW 40751               | 1894        | Depot Haringsee (Beschreibung) |
|                                       | Kurbeldraisine zur Personenbeförderung der KFNB                                          | TMW 40752               | ?           | Depot Haringsee (Beschreibung) |
|                                       | Sheffield Telegraph Handcar                                                              | TMW 40753               | 1869        | Depot Wien Breitensee (Beschreibung) |
|                                       | Gleismeßdraisine mit Registriereinrichtung                                               | TMW 40754               | 1939        | Hauptgebäude des Technischen Museums Wien (Beschreibung) |
|                                       | Hebeldraisine der k.k. Staatsbahnen                                                      | TMW 40756               | ?           | Depot Haringsee (Beschreibung) |
|                                       | Dampflok ÖBB 770.86                                                                      | TMW 41333               | 1913        | ÖGEG-Rundschuppen (Beschreibung) |
|                                       | Dampflok KFNB LICAON                                                                     | TMW 41339               | 1851        | Depot Haringsee (Beschreibung) |
|                                       | Dampflok SKGLB 4                                                                         | TMW 41342               | 1890        | SKGLB-Museum Mondsee (Beschreibung) |
|                                       | Dampflok SKGLB 9                                                                         | TMW 41343               | 1893        | SKGLB-Museum Mondsee (Beschreibung) |
|                                       | Dampflok Anna der Kohlebahn Breitenschützing–Kohlgrub                                    | TMW 41344               | 1908        | ÖGEG-Rundschuppen (Beschreibung) |
|                                       | Dampflok ÖBB 298.104 Molln                                                               | TMW 41345               | 1890        | Österreichische Gesellschaft für Lokalbahnen, seit 2023 Depot Haringsee (Beschreibung) |
|                                       | Dampflok EWA 21 Ilse                                                                     | TMW 41352 VEF 10007     | 1882        | Eisenbahnmuseum Schwechat (VEF) (Beschreibung) |
|                                       | Triebwagen 23 der Straßenbahn Linz                                                       | TMW 41367               | 1902        | Depot Haringsee (Beschreibung) |
|                                       | Benzintriebwagen ÖBB 5029.01 (ex VT11.02)                                                | TMW 41368               | 1927        | Depot Marchegg (Beschreibung) |
|                                       | Dieseltriebwagen VT41.03 (ÖBB 5041.03)                                                   | TMW 41369 VEF 15002     | 1933        | Eisenbahnmuseum Schwechat (VEF) (Beschreibung) |
|                                       | Akkulok der ISTG                                                                         | TMW 41371 VEF 11001     | 1911        | Eisenbahnmuseum Schwechat (VEF) (Beschreibung) |
|                                       | Dampftramwaylok 11                                                                       | TMW 41372               | 1886        | Remise - Verkehrsmuseum der Wiener Linien (Beschreibung) siehe auch Abschnitt Fahrzeuge der Wiener Straßenbahn |
|                                       | Stadtlokomotive Eg 2 der Lokalbahn Wien-Pressburg (LWP)                                  | TMW 41373 VEF 11003     | 1913        | Eisenbahnmuseum Schwechat (VEF) (Beschreibung) |
|                                       | Dampflokomotive kkStB 178.84 ÖBB 92.2231                                                 | TMW 41376 VEF 10006     | 1909        | Eisenbahnmuseum Schwechat (VEF) (Beschreibung) |
|                                       | Dampflok JŽ 97-029 (ex BHStB IIIc5)                                                      | TMW 41377               | 1914        | Museum Frojach (Club 760) (Beschreibung) |
|                                       | Dampflok Rheinbauleitung Steffi                                                          | TMW 41378               | 1907        | Depot Marchegg (Beschreibung) |
|                                       | Feldbahndampflokomotive Barbara                                                          | TMW 41385 VEF 81        | 1906        | Eisenbahnmuseum Schwechat (VEF) (Beschreibung) |
|                                       | Personenwagen Cu 9424 der Wiener Stadtbahn                                               | TMW 41388               | 1897        | Remise - Verkehrsmuseum der Wiener Linien (Beschreibung) |
|                                       | Gepäckwagen kkStB Di 15151 (ÖBB Pwi 64025)                                               | TMW 41399 VEF23002      | 1890        | Eisenbahnmuseum Schwechat (VEF) (Beschreibung) |
|                                       | Personenwagen kkStB BCi 3017 (ÖBB Bi 46060)                                              | TMW 41400 VEF 21006     | 1898        | Eisenbahnmuseum Schwechat (VEF) (Beschreibung) |
|                                       | Personenwagen StEG BC 1018                                                               | TMW 41401 VEF 21003     | 1888        | Eisenbahnmuseum Schwechat (VEF) (Beschreibung) |
|                                       | Personenwagen kkStB ABa 2094                                                             | TMW 41403               | 1895        | Depot Marchegg (Beschreibung) |
| S152 im SKGLB-Museum Mondsee (2010)   | Salonwagen SKGLB S 152                                                                   | TMW 41406               | 1906        | Museum Frojach (Club 760) (Beschreibung) |
|                                       | Personenwagen SKGLB C 574                                                                | TMW 41409               | 1896        | SKGLB-Museum Mondsee (Beschreibung) |
|                                       | Personenwagen A3 der Kohlenbahn Breitenschützing-Kohlgrub                                | TMW 41410               | 1854        | ÖGEG-Rundschuppen (Beschreibung) |
|                                       | Straßenbahn-Beiwagen s2 1504 (ex Pferdetramwaywagen 340)                                 | TMW 41411               | 1871        | Remise - Verkehrsmuseum der Wiener Linien (Beschreibung) siehe auch Abschnitt Fahrzeuge der Wiener Straßenbahn |
|                                       | Dampftramwaywagen 72                                                                     | TMW 41412               | 1886        | Remise - Verkehrsmuseum der Wiener Linien (Beschreibung) siehe auch Abschnitt Fahrzeuge der Wiener Straßenbahn |
|                                       | Kesselwagen kkStB 100.890                                                                | TMW 41416               | 1880 - 1890 | Depot Marchegg (Beschreibung) Bei der Nummer 100890 handelt es sich um eine fiktive Bezeichnung. Sie beruht auf der Bahnhofswagennummer 0890, die der Wagen ab 1963 bis zum Ausscheiden aus dem Bestand der ÖBB trug. |
|                                       | Güterwagen der Lokalbahn Wien–Pressburg Gol 432                                          | TMW 41428 VEF 31012     | 1913        | Eisenbahnmuseum Schwechat (VEF) (Beschreibung) |
|                                       | Güterwagen der Lokalbahn Wien–Pressburg Jk 101                                           | TMW 41429 VEF 32004     | 1913        | Eisenbahnmuseum Schwechat (VEF) (Beschreibung) |
|                                       | Güterwagen SKGLB Nwr 4101                                                                | TMW 41431               | 1893        | SKGLB-Museum Mondsee (Beschreibung) |
|                                       | Güterwagen SKGLB Kwd 5302                                                                | TMW 41432               | 1890        | SKGLB-Museum Mondsee (Beschreibung) |
|                                       | Güterwagen G 192 der Lokalbahn Lambach–Gmunden (kkStB G 176)                             | TMW 41433               | 1855        | ÖGEG-Rundschuppen (Beschreibung) |
|                                       | Kohlewagen 4-achsig Breitenschützing–Kohlgrub                                            | TMW 41434               | 1854        | ÖGEG-Rundschuppen (Beschreibung) |
|                                       | Dampflok ÖBB 12.10 mit Tender 9084.01                                                    | TMW 41442/1 TMW 41442/2 | 1936 1931   | Hauptgebäude des Technischen Museums Wien (Beschreibung) (Beschreibung) |
|                                       | Dampflok ÖBB 999.105 Almrausch                                                           | TMW 41444               | 1894        | Depot Haringsee (Beschreibung) |
| Das Bild zeigt eine Schwestermaschine | Elektrolok ÖBB 1045.14                                                                   | TMW 41445 VEF 11007     | 1928        | Eisenbahnmuseum Schwechat (VEF) (Beschreibung) |
|                                       | Elektrotriebwagen ÖBB 4030.210                                                           | TMW 41500 VEF 14002     | 1962        | Eisenbahnmuseum Schwechat (VEF) (Beschreibung) |
|                                       | Zwischenwagen ÖBB 7030.210 zu Reihe 4030.2                                               | TMW 41502 VEF 22105     | 1962        | Eisenbahnmuseum Schwechat (VEF) |
|                                       | Steuerwagen ÖBB 6030.203 zu Reihe 4030.2                                                 | TMW 41503 VEF 22104     | 1962        | Eisenbahnmuseum Schwechat (VEF) |
|                                       | Personenwagen Bauart N28 BBÖ Cah 39 352, ÖBB 80 81 973 2 922-6                           | TMW 41505               | 1930        | Depot Marchegg (Beschreibung) |
|                                       | Bahnpostwagen Post mz 50 81 00-70 206-9                                                  | TMW 41648               | 1974        | Depot Marchegg (Beschreibung) |
|                                       | Kohlewagen vierachsig (Containerwagen) Breitenschützing–Kohlgrub                         | TMW 42270               | 1854        | ÖGEG-Rundschuppen (Beschreibung) |
|                                       | Personenwagen GKB Bi 86, ehemals Südbahn III. Klasse SB 1320                             | TMW 42396               | 1878        | Personenwagen, Depot Marchegg (Beschreibung) ehemals TMW 41404 |
|                                       | Kesseltransportwagen der HW Knittelfeld                                                  | TMW 41457 VEF 39010     | 1915        | Eisenbahnmuseum Schwechat (VEF) (Beschreibung) ehemals TMW 42774 |
|                                       | Elektrolok 1099.02 der Mariazellerbahn                                                   | TMW 43313               | 1909        | Depot Marchegg (Beschreibung) siehe auch Abschnitt Diverse Sammlungen |
|                                       | Lokomotive 7 der Versorgungsbahn des Geriatriezentrum am Wienerwald                      | TMW 43334               | 1993        | Hauptgebäude des Technischen Museums Wien (Beschreibung) |
|                                       | Diesellokomotive Jenbacher JW15 Versorgungsbahn des Geriatriezentrum am Wienerwald Nr. 2 | TMW 43376               | 1951        | Depot Haringsee (Beschreibung) |
|                                       | Grubenlokomotive mit Benzinmotor - Type 2                                                | TMW 10446               | ?           | Hauptgebäude des Technischen Museums Wien (Beschreibung) |
|                                       | Gleichstrom-Grubenlokomotive der Bleiberger Bergwerks-Union                              | TMW 7562                | 1891        | Depot Haringsee (Beschreibung) |
|                                       | Grubenhunt Bez. Zeltweg 6427                                                             | TMW 32961               | ?           | Depot Haringsee (Beschreibung) |

## Sammlungsbestand Republik Österreich, Österreichische Bundesbahnen
Die Objekte dieser Sammlung werden aufgrund einer Vereinbarung zwischen den ÖBB und dem 1. ÖSEK überwiegend im Eisenbahnmuseum Strasshof betreut. Abgesehen von einigen Neuzugängen, die am Ende dieser Liste angeführt sind, waren auch diese Fahrzeuge Bestandteil der „Sammlung des Österreichischen Eisenbahnmuseums“. Mit Neuabschluß der Leihverträge zwischen Bund und TMW bzw. Bund und ÖBB im Oktober 2006 gelangte dieser Teil der staatlichen Sammlung unter Verwaltung der ÖBB. Die Objekte dieser Sammlung stehen ebenfalls auch ohne expliziten Unterschutzstellungsbescheid nach §2 Denkmalschutzgesetz unter Schutz. Der Großteil dieser Objekte befindet sich im Eisenbahnmuseum „Das Heizhaus“ Strasshof. Einige Objekte werden in anderen Eisenbahnmuseen gezeigt oder sind öffentlich als Denkmal aufgestellt.
| Bild | Bezeichnung oder Nummer                                                                        | Inventarnummer              | Baujahr   | Standort, Erläuterung |
| ---- | ---------------------------------------------------------------------------------------------- | --------------------------- | --------- | --- |
|      | ÖBB 92.2220                                                                                    | TMW 41331                   | 1898      | Denkmal Bahnhof Puchberg am Schneeberg. Soll durch die ÖBB restauriert werden.                                                                                |
|      | ÖBB 91.32                                                                                      | TMW 41332                   | 1900      | Südbahnmuseum Mürzzuschlag |
|      | ÖBB 95.112                                                                                     | TMW 41334                   | 1922      | Denkmal Bahnhof Payerbach-Reichenau Soll durch die ÖBB restauriert werden.                                                                                    |
|      | ÖBB 78.606                                                                                     | TMW 41335 ÖSEK 71           | 1931      | Eisenbahnmuseum „Das Heizhaus“ Strasshof |
|      | ÖBB 52.7593 mit Tender Reihe 9593                                                              | TMW 41337a, b               | 1944      | Denkmal Marktgemeinde Strasshof an der Nordbahn |
|      | ÖBB 93.1403                                                                                    | TMW 41338 ÖSEK 75           | 1928      | Eisenbahnmuseum „Das Heizhaus“ Strasshof |
|      | ÖBB 53.7101 KEB 106 „Fusch“                                                                    | TMW 41340 ÖSEK 10           | 1868      | Eisenbahnmuseum „Das Heizhaus“ Strasshof ohne Tender (1958 verschrottet)                                                                                      |
|      | kkStB 97.73                                                                                    | TMW 41341 ÖSEK 23           | 1894      | Eisenbahnmuseum „Das Heizhaus“ Strasshof |
|      | ÖBB 153.7114 SB 29 852                                                                         | TMW 41346 ÖSEK 2            | 1869      | Eisenbahnmuseum „Das Heizhaus“ Strasshof Tender 1958 verschrottet                                                                                             |
|      | ÖBB 297.401                                                                                    | TMW 41347                   | 1942      | Denkmal Bahnhof Vordernberg Markt. Soll durch die ÖBB restauriert werden.                                                                                     |
|      | SB 17c 372 mit Tender SB 14 372                                                                | TMW 41348a, b ÖSEK 1, 9001  | 1891      | Eisenbahnmuseum „Das Heizhaus“ Strasshof |
|      | kkStB 30.33 ÖBB 90.1033                                                                        | TMW 41349 ÖSEK 22           | 1897      | Eisenbahnmuseum „Das Heizhaus“ Strasshof |
|      | SB 629.01 ÖBB 77.66                                                                            | TMW 41350 ÖSEK 5            | 1913      | Eisenbahnmuseum „Das Heizhaus“ Strasshof |
|      | kkStB 229.222                                                                                  | TMW 41351 ÖSEK 21           | 1918      | Eisenbahnmuseum „Das Heizhaus“ Strasshof |
|      | SB 32c 1665 mit Tender SB 12 1665                                                              | TMW 41353a, b ÖSEK 3, 9003  | 1895      | Eisenbahnmuseum „Das Heizhaus“ Strasshof |
|      | ÖBB 35.233 BBÖ 429.1971 mit Tender 156.2086                                                    | TMW 41354a, b ÖSEK 41, 9041 | 1916      | Eisenbahnmuseum „Das Heizhaus“ Strasshof |
|      | ÖBB 38.4101 SB 109.13 mit Tender SB 56b                                                        | TMW 41355a, b ÖSEK 4, 9004  | 1912      | Eisenbahnmuseum „Das Heizhaus“ Strasshof |
|      | ÖBB 42.2708 mit Tender 9593.17                                                                 | TMW 41356 a,b ÖSEK 52, 9052 | 1946      | Eisenbahnmuseum „Das Heizhaus“ Strasshof |
|      | ÖBB 52.7594 mit Tender 9793.53                                                                 | TMW 41357a, b ÖSEK 55, 9055 | 1944      | Eisenbahnmuseum „Das Heizhaus“ Strasshof |
|      | ÖBB 57.223 mit Tender 9156.238                                                                 | TMW 41358a, b ÖSEK 59, 9059 | 1916      | Eisenbahnmuseum „Das Heizhaus“ Strasshof |
|      | ÖBB 257.601 mit Tender 9156.145                                                                | TMW 41359a, b ÖSEK 60, 9060 | 1921      | Eisenbahnmuseum „Das Heizhaus“ Strasshof |
|      | ÖBB 258.902 SB 580.03 mit Tender SB 156.312                                                    | TMW 41360a, b ÖSEK 6, 9006  | 1912      | Eisenbahnmuseum „Das Heizhaus“ Strasshof |
|      | ÖBB 69.02 BBÖ 12.02                                                                            | TMW 41361 ÖSEK 40           | 1898/1935 | Eisenbahnmuseum „Das Heizhaus“ Strasshof |
|      | ÖBB 88.01 NÖLB 104                                                                             | TMW 41362 ÖSEK 11           | 1906      | Eisenbahnmuseum „Das Heizhaus“ Strasshof |
|      | ÖBB 97.208                                                                                     | TMW 41363 ÖSEK 77           | 1892      | Eisenbahnmuseum „Das Heizhaus“ Strasshof |
|      | ÖBB 197.301                                                                                    | TMW 41364 ÖSEK 78           | 1912      | Eisenbahnmuseum „Das Heizhaus“ Strasshof |
|      | BBÖ DT 1.07 ÖBB 3071.07                                                                        | TMW 41365 ÖSEK 42           | 1935      | Eisenbahnmuseum „Das Heizhaus“ Strasshof |
|      | ÖBB 1189.05                                                                                    | TMW 41370 ÖSEK 1514         | 1926      | Eisenbahnmuseum „Das Heizhaus“ Strasshof |
|      | ÖBB 1570.01                                                                                    | TMW 41380 ÖSEK 1510         | 1925      | Eisenbahnmuseum „Das Heizhaus“ Strasshof |
|      | Elektrolokomotive SBB Ce 6/8 II 13257                                                          | TMW 41383                   | 1920      | „Schweizer Krokodil“, Südbahnmuseum Mürzzuschlag Die Maschine gelangte 1978 im Tausch gegen die 1089.06 für das Verkehrshaus Luzern ans ÖEM                   |
|      | ÖBB Cu 47083                                                                                   | TMW 41386 ÖSEK 6203         | 1897      | Eisenbahnmuseum „Das Heizhaus“ Strasshof |
|      | ÖBB Cu 47015                                                                                   | TMW 41387 ÖSEK 6205         | 1899      | Eisenbahnmuseum „Das Heizhaus“ Strasshof |
|      | ÖBB CDu 12003                                                                                  | TMW 41389 ÖSEK 6207         | 1897      | Eisenbahnmuseum „Das Heizhaus“ Strasshof |
|      | ÖBB Bu 47164                                                                                   | TMW 41390 ÖSEK 6206         | 1900      | Eisenbahnmuseum „Das Heizhaus“ Strasshof |
|      | BBÖ Ce 36 469                                                                                  | TMW 41391 ÖSEK 6401         | 1925      | Eisenbahnmuseum „Das Heizhaus“ Strasshof |
|      | BBÖ Ci 30 928                                                                                  | TMW 41392 ÖSEK 6400         | 1913      | Eisenbahnmuseum „Das Heizhaus“ Strasshof |
|      | ÖBB Pwi 64218                                                                                  | TMW 41393 ÖSEK 7052         | 1929      | Eisenbahnmuseum „Das Heizhaus“ Strasshof |
|      | ÖBB Dgh 74858                                                                                  | TMW 41394 ÖSEK 7056         | 1909      | Eisenbahnmuseum „Das Heizhaus“ Strasshof |
|      | GCLB 166 (kkStB Cey 7 312, ÖBB 977 061)                                                        | TMW 41395 ÖSEK 6020         | 1889      | Eisenbahnmuseum „Das Heizhaus“ Strasshof |
|      | Bahndienstwagen ÖBB 973 045 (Bhfw. 0723) ex Bay. Pw3i                                          | TMW 41396 ÖSEK 7090         | 1906      | Eisenbahnmuseum „Das Heizhaus“ Strasshof |
|      | ÖBB Bi 37446                                                                                   | TMW 41397 ÖSEK 6611         | 1929      | Eisenbahnmuseum „Das Heizhaus“ Strasshof |
|      | Salonwagen ÖBB 992 050 ex ISG WL4ü 1953                                                        | TMW 41398 ÖSEK 6030         | 1909      | Eisenbahnmuseum „Das Heizhaus“ Strasshof |
|      | Gedeckter Güterwagen StEG G 11 182                                                             | TMW 41413 ÖSEK 8030         | 1875      | Eisenbahnmuseum „Das Heizhaus“ Strasshof |
|      | Gedeckter Güterwagen StEG Gb 40 024                                                            | TMW 41414 ÖSEK 8031         | 1878      | zuletzt Kohlewagen K1 der Brauerei Schwechat; Eisenbahnmuseum „Das Heizhaus“ Strasshof; nur Untergestell                                                      |
|      | Hochbordwagen ÖBB Bhfw. 0111                                                                   | TMW 41415 ÖSEK 8035         | ca. 1880  | Werkswagen der HW Simmering; Eisenbahnmuseum „Das Heizhaus“ Strasshof                                                                                         |
|      | Offener Güterwagen StEG K 18 700                                                               | TMW 41417 ÖSEK 8033         | 1878      | zuletzt Kohlewagen K2 der Brauerei Schwechat; Eisenbahnmuseum „Das Heizhaus“ Strasshof in einigen Dokumenten falsch als Werkswagen Nr. 2/Simmering bezeichnet |
|      | Werkstätten-Kran ÖBB 916.825 (Bhfw. 0622)                                                      | TMW 41418 ÖSEK 9180         | 1915      | Eisenbahnmuseum „Das Heizhaus“ Strasshof |
|      | Gleisfahrrad ÖBB „X 701.115“ (fiktive Nr.)                                                     | TMW 41419 ÖSEK 9590         |           | Eisenbahnmuseum „Das Heizhaus“ Strasshof |
|      | Kohlewagen StEG K 19 267                                                                       | TMW 41420 ÖSEK 8034         | 1887      | zuletzt ÖBB Bdw. 912 890; Eisenbahnmuseum „Das Heizhaus“ Strasshof                                                                                            |
|      | ÖBB G 110 728 (DR G 110257, DÖStB Gg 140-883)                                                  | TMW 41421 ÖSEK 8401         | 1917      | Eisenbahnmuseum „Das Heizhaus“ Strasshof |
|      | Kesselwagen ÖBB Bhfw. 0296 ex kkStB Rey 500 205                                                | TMW 41422 ÖSEK 8301         | 1909      | Eisenbahnmuseum „Das Heizhaus“ Strasshof |
|      | Hochbordwagen ÖBB Om 753 762 (DR 245914?)                                                      | TMW 41423 ÖSEK 8550         | 1920er    | Eisenbahnmuseum „Das Heizhaus“ Strasshof |
|      | BBÖ Gw 101 992 (ÖNWB G 1504, ÖBB Bhfw. 0139)                                                   | TMW 41425 ÖSEK 8020         | 1896      | Eisenbahnmuseum „Das Heizhaus“ Strasshof |
|      | ÖBB 55.5708 mit Tender 9036.04                                                                 | TMW 41435a, b ÖSEK 57, 9057 | 1887      | Eisenbahnmuseum „Das Heizhaus“ Strasshof |
|      | ÖBB 54.14 mit Tender 9156.49                                                                   | TMW 41436a, b ÖSEK 56, 9056 | 1899      | Eisenbahnmuseum „Das Heizhaus“ Strasshof |
|      | ÖBB 15.13 mit Tender 9156.109                                                                  | TMW 41437a, b ÖSEK 50, 9050 | 1910      | Eisenbahnmuseum „Das Heizhaus“ Strasshof |
|      | kkStB 310.23 mit Tender 86.98                                                                  | TMW 41438a, b ÖSEK 20, 9020 | 1911      | Eisenbahnmuseum „Das Heizhaus“ Strasshof |
|      | ÖBB 156.3423 mit Tender 9156.85                                                                | TMW 41439a, b ÖSEK 58, 9058 | 1920      | Eisenbahnmuseum „Das Heizhaus“ Strasshof |
|      | ÖBB 58.744 mit Tender Reihe 9156                                                               | TMW 41440 a,b ÖSEK 62, 9062 | 1923      | Eisenbahnmuseum „Das Heizhaus“ Strasshof |
|      | ÖBB 33.102 mit Tender 9085.01                                                                  | TMW 41441a, b ÖSEK 51, 9051 | 1923      | Eisenbahnmuseum „Das Heizhaus“ Strasshof |
|      | Dampflok GKB 1851 ex LB Bozen - Kaltern 1 - SB 32d1 1851 - BBÖ 594.01 - GKB 1851; ex Strasshof | TMW 41379                   | 1898      | Denkmal Bärnbach |
|      | Personenwagen Nr. 2 der Salzburger Festungsbahn                                                | TMW 41443 ÖSEK 9690         |           | Eisenbahnmuseum „Das Heizhaus“ Strasshof |
|      | Kesselwagen ÖBB Bhfw. 0100 ex kkStB 100 019                                                    | TMW 41446 ÖSEK 8300         | 1890      | Eisenbahnmuseum „Das Heizhaus“ Strasshof |
|      | Bahnpost ÖBB F 84231                                                                           | TMW 41447 ÖSEK 7130         | 1918      | Eisenbahnmuseum „Das Heizhaus“ Strasshof |
|      | Kesseltransportwagen der HW Knittelfeld                                                        | TMW 41460 ÖSEK 9580         | 1915      | Eisenbahnmuseum „Das Heizhaus“ Strasshof |
|      | Dampfspeicherlok ÖMV Nr. 4                                                                     | TMW 41464 ÖSEK 94           | 1973      | letzte in Österreich gebaute Dampflok, Eisenbahnmuseum „Das Heizhaus“ Strasshof                                                                               |
|      | ÖBB 5081 014-2 srb VT 1                                                                        | TMW 41506 ÖSEK 5590         | 1965      | Eisenbahnmuseum „Das Heizhaus“ Strasshof |
|      | ÖBB 6581 052-5 srb VS 1                                                                        | TMW 41507 ÖSEK 5593         | 1965      | Eisenbahnmuseum „Das Heizhaus“ Strasshof |
|      | ÖBB 7081 027-0 srb VB 1                                                                        | TMW 41508 ÖSEK 5594         | 1966      | Eisenbahnmuseum „Das Heizhaus“ Strasshof |
|      | ÖBB 1010 011-3                                                                                 | TMW 41511 ÖSEK 1700         | 1956/1993 | Eisenbahnmuseum „Das Heizhaus“ Strasshof |
|      | ÖBB 1041 001-7                                                                                 | TMW 41642 ÖSEK 1704         | 1952      | Eisenbahnmuseum „Das Heizhaus“ Strasshof |
|      | ÖBB 1141 028-9                                                                                 | TMW 41643 ÖSEK 1503         | 1957      | Eisenbahnmuseum „Das Heizhaus“ Strasshof |
|      | ÖBB 1044 501-3                                                                                 | TMW 41644 ÖSEK 1706         | 1974/1986 | Schnellfahr-Versuchslok, Eisenbahnmuseum „Das Heizhaus“ Strasshof                                                                                             |
|      | ÖBB 1010.02                                                                                    | TMW 41645 ÖSEK 1500         | 1955      | Eisenbahnmuseum „Das Heizhaus“ Strasshof |
|      | ÖBB 1110 023-7                                                                                 | TMW 41646 ÖSEK 1701         | 1960      | Eisenbahnmuseum „Das Heizhaus“ Strasshof |
|      | Waggonschieber der HW Linz                                                                     | TMW 41792 ÖSEK 9810         | ca. 1940  | Eisenbahnmuseum „Das Heizhaus“ Strasshof |
|      | ÖBB 1020.47                                                                                    | ÖSEK 1501                   | 1954      | Eisenbahnmuseum „Das Heizhaus“ Strasshof Ersatz für die aus der staatlichen Sammlung ausgeschiedene 1020 038-4                                                |
|      | ÖBB 1040.01                                                                                    | ÖSEK 1502                   | 1950      | Eisenbahnmuseum „Das Heizhaus“ Strasshof Ersatz für die aus der staatlichen Sammlung ausgeschiedene 1040 008-3                                                |
|      | ÖBB 1245.04                                                                                    | ÖSEK 1508                   | 1934      | Eisenbahnmuseum „Das Heizhaus“ Strasshof Ersatz für die aus der staatlichen Sammlung ausgeschiedene 1245 001-1 (Vz 011.01-6)                                  |
|      | ÖBB 1046 016-0                                                                                 | ÖSEK 1708                   | 1959/1990 | Eisenbahnmuseum „Das Heizhaus“ Strasshof Ersatz für die aus der staatlichen Sammlung ausgeschiedene 1046 005-3                                                |
|      | BBÖ ET 10.003 ÖBB 4041.03                                                                      | ÖSEK 4400                   | 1929      | Eisenbahnmuseum „Das Heizhaus“ Strasshof Ersatz für den aus der staatlichen Sammlung ausgeschiedenen 4041.01                                                  |

## Weitere Sammlungen, Einzelobjekte
| Bild                                                                | Bezeichnung oder Nummer                                                     | Bescheid des Bundesdenkmalamtes | Inventarnummer | Baujahr           | Standort, Erläuterung |
| ------------------------------------------------------------------- | --------------------------------------------------------------------------- | ------------------------------- | -------------- | ----------------- | --- |
|                                                                     | ÖBB-Dampflokomotive 78.618                                                  | 3.048/79                        |                | 1938              | ÖGEG Ampflwang |
|                                                                     | ÖBB-Schnelltriebwagen 4010.09                                               | 52.960/1/2010                   |                | 1967              | ÖGEG Ampflwang |
|                                                                     | ÖBB-Dampflokomotive 52.3816 mit Kabinentender 9793.103                      | 52.785/2/2009                   |                | 1944              | Stadt Lienz |
|                                                                     | ÖBB Salon 10                                                                | 2.191/4/2011                    | ÖSEK 6951      | 1966              | Ehemaliger Reise- und Repräsentationswaggon der österreichischen Bundespräsidenten, Austrovapor Strasshof |
|                                                                     | Waggon ÖBB Bih 37711                                                        | 55.631/2/2012                   | ÖSEK 6612      | 1949              | Austrovapor Strasshof |
|                                                                     | Dieseltriebwagen ÖBB 5042.14                                                | 55.629/2/2012                   | ÖSEK 5501      | 1937              | Austrovapor Strasshof |
|                                                                     | Dieseltriebwagen ÖBB 5145.01 „Blauer Blitz“                                 | 55.520/2/2011                   | ÖSEK 5555      | 1952              | Austrovapor Strasshof (Betreut durch „Club Blauer Blitz“) |
|                                                                     | Dieseltriebwagen ÖBB 5145.11 „Blauer Blitz“                                 | 55.520/2/2011                   | ÖSEK 5556      | 1954              | Austrovapor Strasshof (Betreut durch „Club Blauer Blitz“) |
|                                                                     | Dieseltriebwagen ÖBB 5145.14 „Blauer Blitz“                                 | 55.520/2/2011                   | ÖSEK 5557      | 1956              | Austrovapor Strasshof (Betreut durch „Club Blauer Blitz“) |
|                                                                     | Steuerwagen ÖBB 6645.02 zu Reihe 5145                                       | 55.520/2/2011                   | ÖSEK 5561      | 1956              | Austrovapor Strasshof (Betreut durch „Club Blauer Blitz“) |
|                                                                     | Zwischenwagen ÖBB 7645.02 zu Reihe 5145                                     | 55.520/2/2011                   | ÖSEK 5570      | 1959              | Austrovapor Strasshof (Betreut durch „Club Blauer Blitz“) |
|                                                                     | Zwischenwagen ÖBB 7645.06 zu Reihe 5145                                     | 55.520/2/2011                   | ÖSEK 5572      | 1959              | Austrovapor Strasshof (Betreut durch „Club Blauer Blitz“) |
|                                                                     | Zwischenwagen ÖBB 7845.02 zu Reihe 5145                                     | 55.520/2/2011                   | ÖSEK 5573      | 1962              | Austrovapor Strasshof (Betreut durch „Club Blauer Blitz“) |
|                                                                     | 1. Klasse-Schlierenwagen 50 81 17-35 016-7 der ÖBB                          | 54.970/2/2011                   |                | 1970              | Verein der Eisenbahnfreunde in Lienz (EBFL) |
|                                                                     | 2. Klasse-Schlierenwagen 50 81 29-35 139-3 der ÖBB                          | 54.970/2/2011                   |                | 1967              | Verein der Eisenbahnfreunde in Lienz (EBFL) |
|                                                                     | ÖBB-Schmalspurdampflokomotive Yv.2 (598.02)                                 | 34974/1/2018                    |                | 1896              | Waidhofen an der Ybbs |
|                                                                     | Dampflokomotive 671 der Graz-Köflacher Eisenbahn                            | 29.588/1/02                     |                | 1860              | Graz-Köflacher Eisenbahn, Technisches Eisenbahnmuseum Lieboch |
|                                                                     | Lokomotive „Wien“, ehem. Siegendorfer Zuckerfabrik                          | 8.218/81                        |                | 1910              | Gebaut als Kranlokomotive Lokomotivfabrik der Staatseisenbahngesellschaft, Museum Fahrzeug - Technik - Luftfahrt, Lauffen, Sulzbach (bei Bad Ischl)                                                            |
|                                                                     | Dampfspeicherlok 3012/30                                                    | 9.234/79                        |                | 1930              | ehemals Montanbahn Schwertberg, heute im Eisenbahnmuseum Schwechat |
|                                                                     | Schmalspurdampflokomotive SKGLB Nr. 12                                      | 44.267/1/2005                   |                | 1906              | Club 760, Mauterndorf |
|                                                                     | SULM 1                                                                      | 52.786/2/2009                   |                | 1907              | Legio Vaporis/Verein der Eisenbahnfreunde in Lienz |
|                                                                     | JŽ 73-019                                                                   | 52.349/4/2009                   |                | 1913              | Club 760, Pinzgauer Lokalbahn, Zell am See |
|                                                                     | Pullman-Salonwagen 4032 DE                                                  | 2.191/1/2011                    | ÖSEK 6032      | 1927              | Austrovapor, Strasshof |
| Dieses Bild zeigt möglicherweise ein Schwesterfahrzeug              | Stubaitalbahn: Triebwagen 1 und Schnittmodell eines Originalmotors          | 35.142/5/2010                   |                | 1904              | Stadt Innsbruck / Tiroler Museumsbahnen |
|                                                                     | Zahnraddampflokomotive 2 der Achenseebahn                                   | 2020-0.642.308                  |                | 1889              | Achenseebahn, Jenbach |
|                                                                     | Personenwagen 3 der Achenseebahn                                            | 2020-0.642.308                  |                | 1889              | Achenseebahn, Jenbach |
|                                                                     | Güterwagen 8 der Achenseebahn                                               | 2020-0.642.308                  |                | 1889              | Achenseebahn, Jenbach |
|                                                                     | Dampflok Henschel 15854/1917 der österreichisch-ungarischen Heeresrollbahn  | 57.520/3/2013                   | VFKL 86        | 1917              | VFKL |
|                                                                     | ÖBB-Elektrolokomotive 1010.09                                               | 56.286/2/2012                   |                | 1956              | Erste ÖBB-Nachkriegs-Schnellzugslokomotive, ÖGEG Ampflwang |
|                                                                     | ÖBB-Elektrolokomotive 1042.23                                               | 56.205/2/2012                   |                | 1963              | ÖBB-Allzweck-Elektrolokomotive der 1960er und 1970er-Jahre. ProLok/RPA |
|                                                                     | ÖBB-Elektrolokomotive 1110.505                                              | 56.206/2/2012                   |                | 1957              | ÖBB-Schnellzugslokomotive. ProBahn Vorarlberg |
|                                                                     | ÖBB-Diesellokomotive 2050.04                                                | 55.924/1/2012                   | ÖSEK 2504      | 1958              | Allzweckdiesellokomotive deutscher Produktion, basierend auf US-Antriebstechnik. Austrovapor, Strasshof |
|                                                                     | Schmalspurdampflokomotive Mh.6 der Mariazellerbahn                          | 33.540/8/2013                   |                | 1908              | gehört der Baureihe NÖLB Mh an, betriebsfähig, wird auf der Mariazellerbahn eingesetzt |
|                                                                     | ÖBB 1099.02                                                                 | 33.540/7/2013                   |                | 1909              | gehört der Baureihe ÖBB 1099/NÖLB E an, Technisches Museum Wien |
|                                                                     | ÖBB 1099.07                                                                 | 33.540/7/2013                   |                | 1909              | betriebsfähig für Nostalgiezug Ötscherbär |
|                                                                     | ÖBB 1099.08                                                                 | 33.540/7/2013                   |                | 1910              | Club Mh.6, Ober-Grafendorf |
|                                                                     | ÖBB 1099.10                                                                 | 33.540/7/2013                   |                | 1910              | betriebsfähig für Nostalgiezug Ötscherbär |
|                                                                     | ÖBB 1099.13                                                                 | 33.540/7/2013                   |                | 1910              | Fotomotiv am Alpenbahnhof Sankt Pölten, Ersatzteilspender |
|                                                                     | ÖBB-Schmalspurpersonenwagen BD4iph/s 4220                                   | 33.540/6/2012                   |                | 1908 (1954, 1998) | ex Salonwagen N° 1 der NÖLB; Steyrtalbahn (ÖGEG) |
|                                                                     | ÖBB-Schmalspurpersonenwagen BD4iph/s 4230                                   | 33.540/6/2012                   |                | 1910 (1954)       | ex Salonwagen N° 3 der NÖLB; Bregenzerwaldbahn-Museumsbahn |
|                                                                     | ÖBB-Schmalspurpersonenwagen B4iph/s 3121                                    | 33.540/6/2012                   |                | 1908 (1964)       | ex Salonwagen N° 2 der NÖLB; Steyrtalbahn (ÖGEG) |
|                                                                     | Triebwagen ET 1 der Salzburger Lokalbahn                                    | 53.134/1/2011                   |                | 1908              | SLB, Salzburg-Itzling |
|                                                                     | Triebwagen ET 3 der Salzburger Lokalbahn                                    | 53.134/1/2011                   |                | 1908              | SLB, Salzburg-Itzling |
|                                                                     | Triebwagen ET 6 der Salzburger Lokalbahn                                    | 53.134/1/2011                   |                | 1908/1950         | SLB, Salzburg-Itzling |
|                                                                     | Triebwagen ET 7 der Salzburger Lokalbahn                                    | 53.134/1/2011                   |                | 1907/1959         | SLB, Salzburg-Itzling |
|                                                                     | Triebwagen ET 33 der Salzburger Lokalbahn                                   | 53.134/1/2011                   |                | 1950 1963         | SLB, Salzburg-Itzling |
|                                                                     | Triebwagen ET 10 der Salzburger Lokalbahn                                   | 53.134/1/2011                   |                | 1919              | SLB, Salzburg-Itzling |
|                                                                     | Beiwagen BC 109 der Salzburger Lokalbahn                                    | 53.134/1/2011                   |                | 1887 1908         | SLB, Salzburg-Itzling |
|                                                                     | Beiwagen BC 162 der Salzburger Lokalbahn                                    | 53.134/1/2011                   |                | 1907              | SLB, Salzburg-Itzling |
|                                                                     | Beiwagen C 158 der Salzburger Lokalbahn                                     | 53.134/1/2011                   |                | 1911              | SLB, Salzburg-Itzling |
|                                                                     | Beiwagen CDF 116 der Salzburger Lokalbahn                                   | 53.134/1/2011                   |                | 1909              | SLB, Salzburg-Itzling |
|                                                                     | Beiwagen C 301 der Salzburger Lokalbahn                                     | 53.134/1/2011                   |                | 1950              | SLB, Salzburg-Itzling |
|                                                                     | Beiwagen B 306 der Salzburger Lokalbahn                                     | 53.134/1/2011                   |                | 1950              | SLB, Salzburg-Itzling |
|                                                                     | Triebwagen 4 der Salzburger Stadtbahn                                       | 54.021/1/2012                   |                | 1909              | Museumstramway Mariazell |
|                                                                     | Turmwagen der Salzburger Stadtbahn                                          | 54.021/1/2012                   |                | 19xx 1926         | zuletzt SVB D 804, Museumstramway Mariazell |
|                                                                     | Dampftramwaylok 11 „Hellbrunn“ der SETG                                     | 54.021/1/2012                   |                | 1902              | Museumstramway Mariazell |
|                                                                     | Triebwagen MBC 13 der Salzburger Lokalbahn                                  | 54.021/1/2012                   |                | 1911              | als ET 2, Umbau in Schweißwagen, Museumstramway Mariazell |
|                                                                     | Beiwagen BC 6 der SETG                                                      | 54.021/1/2012                   |                | 1895              | Winterwagen, Museumstramway Mariazell |
|                                                                     | Beiwagen C 7 der SETG                                                       | 54.021/1/2012                   |                | 1886              | Sommerwagen, Museumstramway Mariazell |
|                                                                     | Beiwagen C 108 der Salzburger Lokalbahn                                     | 54.021/1/2012                   |                | 1908              | als StH Bi 20 206, Museumstramway Mariazell |
|                                                                     | Güterwagen Ow 503 der Salzburger Lokalbahn                                  | 54.021/1/2012                   |                | 1895              | offener Güterwagen, Museumstramway Mariazell |
|                                                                     | Beiwagen BC 38 der SETG                                                     | 54.021/1/2012                   |                | 1894 1926         | als Kuppelwagen Xw 581, Museumstramway Mariazell |
|                                                                     | Triebwagen MBCL 102 der KbayStB                                             | 54.021/1/2012                   |                | 1908              | Museumstramway Mariazell, zur Reko in Iaşi (RO) |
|                                                                     | Triebwagen MBCL 109 der KbayStB                                             | 54.021/1/2012                   |                | 1908 1948         | Museumstramway Mariazell, zur Reko in Iaşi (RO) |
|                                                                     | Beiwagen Clo 904 der KbayStB                                                | 54.021/1/2012                   |                | 19xx 1947         | nur Untergestell, Museumstramway Mariazell |
|                                                                     | Beiwagen CL 702 der KbayStB                                                 | 54.021/1/2012                   |                | 1909              | als SVB B 103, Museumstramway Mariazell |
|                                                                     | LWP CMg 1607                                                                | 56.784/1/2013                   |                | 1912              | Triebwagen der Wiener Stadtstrecke, Museumstramway Mariazell |
|                                                                     | LWP C 1531                                                                  | 56.784/1/2013                   |                | 1913              | Beiwagen der Wiener Stadtstrecke, Museumstramway Mariazell |
|                                                                     | POHÉV Ch 1534                                                               | 56.784/1/2013                   |                | 1914              | Beiwagen der Pressburger Stadtstrecke, Museumstramway Mariazell |
| Das Bild zeigt ein gleichartiges Fahrzeug der betreffenden Bauserie | POHÉV Eg 5                                                                  | 56.784/1/2013                   |                | 1914              | Museumstramway Mariazell |
|                                                                     | LWP BCDFah 1401                                                             | 56.784/1/2013                   |                | 1913              | ex ÖBB BPw4i 42999, Museumstramway Mariazell |
|                                                                     | LWP Cah 1501                                                                | 56.784/1/2013                   | VEF 22006      | 1916              | als ÖBB B4ip 42903, Eisenbahnmuseum Schwechat |
|                                                                     | LWP Gol 437                                                                 | 56.784/1/2013                   |                | 1913              | nur Untergestell, als ÖBB X 501.0129, Museumstramway Mariazell Im Bescheid ist der Wagen als „431“ angeführt, was dem damaligen Wissensstand entspricht                                                        |
|                                                                     | POHÉV Gk 203                                                                | 56.784/1/2013                   |                | 1913              | nur Untergestell, als ÖBB X 501.0155, Museumstramway Mariazell |
| LWP BCah 1201 im Technischen Museum Wien (2018)                     | LWP BCah 1201                                                               | 56.784/1/2013                   | VEF 22007      | 1913              | als ÖBB B4i 42950, Eisenbahnmuseum Schwechat (NÖLBM) |
|                                                                     | LWP BCah 1208                                                               | 56.784/1/2013                   | VEF 22005      | 1916              | Beschriftung als ÖBB B4i 42900 in der Lackierung als StH B4i 20 214, Eisenbahnmuseum Schwechat (NÖLBM) |
|                                                                     | Triebwagen 100 der Straßenbahn Baden                                        | 58077/1/2015                    |                | 1901              | Elektrischer Triebwagen mit offenen Plattformen, grün, Zustand 1901, Trolleystromabnehmer, Museumstramway Mariazell                                                                                            |
|                                                                     | Triebwagen 213                                                              | 58077/1/2015                    |                | 1906              | Vierachsiger Jugendstiltriebwagen mit Drehsesseln, weiß-hellgrau, Museumstramway Mariazell |
|                                                                     | Triebwagen 230                                                              | 58077/1/2015                    |                | 1928              | Vierachsiger Triebwagen, Zustand 1928, weiß- creme, Übergangstüren, Lederbestuhlung, Buffeteinrichtung, Museumstramway Mariazell                                                                               |
|                                                                     | Beiwagen 15 der Wiener Lokalbahnen                                          | 58077/1/2015                    |                | 1908              | Offener Sommerwagen, Umbau aus Triebwagen 112, ursprünglich hergestellt für Schuckert & Comp. von Maschinenfabrik AG Nürnberg 1894 für die Frankfurter Elektrotechnische Ausstellung, Museumstramway Mariazell |
|                                                                     | Beiwagen BCa 120 der Wiener Lokalbahnen                                     | 58077/1/2015                    |                | 1894              | Anhängewagen mit Drehgestellen, Dampfheizung und Petroleumbeleuchtung, Museumstramway Mariazell |
|                                                                     | Beiwagen 312                                                                | 58077/1/2015                    |                | 1908              | Vierachsiger Jugendstilbeiwagen, weiß-hellgrau, Fachwerkdrehgestelle, Zustand 1908, Museumstramway Mariazell                                                                                                   |
|                                                                     | Offener Güterwagen 637 der Wiener Lokalbahnen                               | 58077/1/2015                    |                | 1895 1952         | Umbau in Vorschiebeschneepflug mit Betongewichten, Zustand 1952, Museumstramway Mariazell |
|                                                                     | Offener Güterwagen 674 der Wiener Lokalbahnen                               | 58077/1/2015                    |                | 1899              | Ziegeltransportwagen 10 to mit hölzernen Bordwänden, Museumstramway Mariazell |
| Das Bild zeigt ein ähnliches Objekt im Heimatmuseum Traiskirchen    | Offener Güterwagen 847 der Wiener Lokalbahnen                               | 58077/1/2015                    |                | 1903              | Ziegeltransportwagen 15 to ohne Bremse und Mittelpuffer, Museumstramway Mariazell / Stadtmuseum Traiskirchen                                                                                                   |
|                                                                     | Offener Güterwagen 853 der Wiener Lokalbahnen                               | 58077/1/2015                    |                | 1905              | Ziegeltransportwagen 15 to mit Bremse, Mittelpuffer und Übergangskupplung zweiseitig, Museumstramway Mariazell                                                                                                 |
|                                                                     | Tw 3 der Straßenbahn St. Pölten                                             | 54021/1/2018                    |                | 1911              | Museumstramway Mariazell |
|                                                                     | Tw 4 der Straßenbahn St. Pölten                                             | 54021/1/2018                    |                | 1915              | Museumstramway Mariazell |
|                                                                     | Tw 5 der Straßenbahn St. Pölten                                             | 54021/1/2018                    |                | 1929              | Museumstramway Mariazell, zur Reko in Iaşi (RO) |
|                                                                     | Lok 1 der Straßenbahn St. Pölten                                            | 54021/1/2018                    |                | 1911              | Museumstramway Mariazell |
|                                                                     | Oberleitungsturmwagen der Straßenbahn St. Pölten                            | 54021/1/2018                    |                | 1910              | Museumstramway Mariazell |
|                                                                     | Pöstlingbergbahn Triebwagen I, Motorwagen offene Bauweise                   | 11380/4/2006                    |                | 1898              | Linz AG, Pöstlingbergbahnmuseum Linz-Urfahr |
|                                                                     | Pöstlingbergbahn Triebwagen II, Motorwagen offene Bauweise                  | 11380/4/2006                    |                | 1898              | ex VI; Stern&Hafferl, in Busgarage in Gmunden hinterstellt |
|                                                                     | Pöstlingbergbahn Triebwagen III, Motorwagen offene Bauweise                 | 11380/4/2006                    |                | 1898              | Nostalgiebahnen in Kärnten, Historama Ferlach |
|                                                                     | Pöstlingbergbahn Triebwagen IV, Motorwagen offene Bauweise                  | 11380/4/2006                    |                | 1898 1995         | Als Tw 100 bei der Straßenbahn Gmunden |
|                                                                     | Pöstlingbergbahn Triebwagen VI, Motorwagen geschlossene Bauweise            | 11380/4/2006                    |                | 1898 1921 1959    | ex V, Linz AG, Remise Leonding |
|                                                                     | Pöstlingbergbahn Triebwagen VIII, Motorwagen geschlossene Bauweise          | 11380/4/2006                    |                | 1899 1950 2009    | Linz AG, neues Untergestell für 900 mm, in Betrieb Originaluntergestell im Depot Ferlach der NBiK |
|                                                                     | Pöstlingbergbahn Triebwagen X, Motorwagen geschlossene Bauweise             | 11380/4/2006                    |                | 1912 1960 2009    | Linz AG, neues Untergestell für 900 mm, in Betrieb Originaluntergestell ÖGEG, Ampflwang |
|                                                                     | Pöstlingbergbahn Triebwagen XII, Motorwagen geschlossene Bauweise           | 11380/4/2006                    |                | 1950              | Linz AG, Pöstlingbergbahnmuseum Linz-Urfahr |
|                                                                     | Pöstlingbergbahn Triebwagen XIV, Motorwagen geschlossene Bauweise           | 11380/4/2006                    |                | 1954              | Nostalgiebahnen in Kärnten, Historama Ferlach |
|                                                                     | Pöstlingbergbahn Triebwagen XV, Motorwagen geschlossene Bauweise            | 11380/4/2006                    |                | 1954              | Nostalgiebahnen in Kärnten, Historama Ferlach |
|                                                                     | Pöstlingbergbahn Triebwagen XVI, Motorwagen geschlossene Bauweise           | 11380/4/2006                    |                | 1955              | Linz AG, Remise Leonding |
|                                                                     | Pöstlingbergbahn Triebwagen XVIII, Motorwagen geschlossene Bauweise         | 11380/4/2006                    |                | 1958              | Nostalgiebahnen in Kärnten, Historama Ferlach |
|                                                                     | Lokomotive Nr. 4 der Anstaltsbahn Steinhof                                  | 4.154/66 (02045)                | VEF 54         | 1909              | privat, Eisenbahnmuseum Schwechat |
|                                                                     | Speisentransportwagen (auch „Koloniawagen“) Nr. 4 der Anstaltsbahn Steinhof | 4.154/66 (02045)                | VEF 632        |                   | privat, Eisenbahnmuseum Schwechat |
|                                                                     | Mehlspeiswagen (gedeckter Güterwagen) Nr. 18 der Anstaltsbahn Steinhof      | 4.154/66 (02045)                | VEF 540        |                   | privat, Eisenbahnmuseum Schwechat |
|                                                                     | Wäschetransportwagen Nr. 42 der Anstaltsbahn Steinhof                       | 4.154/66 (02045)                | VEF 631        |                   | privat, Eisenbahnmuseum Schwechat |

## Fahrzeuge der Wiener Straßenbahn und Stadtbahn
Die Organisationen Wiener Tramwaymuseum (WTM) und Verband der Eisenbahnfreunde (VEF) haben seit den 1950er-Jahren eine große Sammlung von Wiener Straßenbahnzeugen aufgebaut. Der Großteil dieser Fahrzeuge steht unter Denkmalschutz. Hauptausstellungsraum ist das Verkehrsmuseum Remise in Wien. Dort werden auch Objekte gezeigt, die nicht unter Denkmalschutz stehen. Das Wiener Tramwaymuseum betreibt zudem ein öffentlich zugängliches Museum in Traiskirchen. Eine kleine Anzahl an Fahrzeugen im Eigentum der Wiener Linien steht ebenfalls unter Denkmalschutz. Diese Wagen sind zum Teil im Verkehrsmuseum Remise ausgestellt, einige sind in verschiedenen Betriebsbahnhöfen der Wiener Linien abgestellt. Die Museumstramway Mariazell beherbergt ebenfalls eine große Anzahl an Fahrzeugen der Wiener Straßenbahn, wovon fast alle denkmalgeschützt sind.
| Bild                       | Bezeichnung oder Nummer | Bescheid des Bundesdenkmalamtes | Baujahr   | Standort, Erläuterung |
| -------------------------- | ----------------------- | ------------------------------- | --------- | --- |
|                            | D1 (alt) 314            | 13257/18/2014                   | 1925      | Holzkobelverglasung/Umbau aus Type D, Verkehrsmuseum Remise |
|                            | d2 5032                 | 13257/18/2014                   | 1924      | Glatte Seitenwand/ex sz1 7201-5032-Umbau aus D 311, Verkehrsmuseum Remise |
|                            | d2 5064                 | 13257/18/2014                   | 1924      | Glatte Seitenwand/Lack nach Norm I/Umbau aus D 310, Verkehrsmuseum Remise |
|                            | G2 2051                 | 13257/18/2014                   | 1907      | Quersitze/Klapptüren/glatte Seitenwandlex 6185-2051, Verkehrsmuseum Remise |
|                            | k1 3210                 | 13257/18/2014                   | 1910      | Große Beiwagentype mit geschlossenen Plattformen, Verkehrsmuseum Remise |
|                            | k2 3442                 | 13257/18/2014                   | 1912      | Verbesserung von k1/glatte Seitenwand/4 Doppeleinstiege, Verkehrsmuseum Remise |
|                            | (AW) 82                 | 13257/18/2014                   | 1912      | Ausflugswagen (Salonwagen)/ex 2101-6303-2101 82, Verkehrsmuseum Remise |
|                            | u3 1948                 | 13257/18/2014                   | 1949      | Tonnendach/7 Seitenwandfenster/Umbau aus u2, Verkehrsmuseum Remise |
|                            | Z 4208                  | 13257/18/2014                   | 1939      | vierachsiger Zweirichtungstriebwagen der Type Z, ex New York, Verkehrsmuseum Remise                                                                                                  |
|                            | SM 6115                 | 13257/18/2014                   | 1920      | Schienenstoßmeßwagen/mit Holzradsternen, Verkehrsmuseum Remise |
|                            | D (alt) 244             | 13257/18/2014                   | 1901      | Offene Plattformen/Fachwerkfahrgestell/ex 7174+FG-L3, Verkehrsmuseum Remise |
|                            | G2 2003                 | 13257/18/2014                   | 1909      | Ehem. Salonwagen, Verkehrsmuseum Remise |
|                            | u2 3802                 | 13257/18/2014                   | 1911      | Sommerbeiwagen mit offenen Plattformen/Lenkachsen, Verkehrsmuseum Remise |
|                            | k3(neu) 1630            | 13257/18/2014                   | 1910/1958 | letztgebauter Wiener Straßenbahnwagen mit hölzernem Wagenkasten, Betriebsfahrzeug VEF Rent-a-Bim                                                                                     |
|                            | M 4134                  | 13257/18/2014                   | 1929      | letzter in Wien eingesetzter Triebwagen mit offenen Türen und stehendem Fahrer, Betriebsfahrzeug VEF Rent-a-Bim                                                                      |
|                            | l3 1852                 | 13257/18/2014                   | 1962      | Betriebsfahrzeug VEF Rent-a-Bim |
|                            | A 1                     | 13257/19/2014                   | 1944/1955 | KSW-Serienausführung, Traiskirchen |
|                            | A 25                    | 13257/19/2014                   | 1944/1949 | KSW, erster Wagen mit Zweisicht-Dachsignal, Verkehrsmuseum Remise |
|                            | B 51                    | 13257/19/2014                   | 1951      | Erster Neubautriebwagen nach 1945/Selbstschließtüren, Verkehrsmuseum Remise |
|                            | B 71                    | 13257/19/2014                   | 1951      | B-Serienausführung, Reko 6371 ex 56 (Kasten) und 6400 ex 71 (FG), Traiskirchen |
|                            | C1 141                  | 13257/19/2014                   | 1957      | 4 achsiger Großraum-Einrichtungstriebwagen/Schaku, Verkehrsmuseum Remise |
|                            | G4 345                  | 13257/19/2014                   | 1948      | Neukasten m. Tonnendach/Sitzfahrschalter/Umbau aus G 546, Verkehrsmuseum Remise |
|                            | T1 401                  | 13257/19/2014                   | 1954      | Zweirichtungstriebwagen zu Aufbaubeiwagen Type k6, Verkehrsmuseum Remise |
|                            | T2 432                  | 13257/19/2014                   | 1956      | Erste 2 achsige Einrichtungstriebwagen-Type aus T 449/HS, Verkehrsmuseum Remise |
|                            | P2 462                  | 13257/19/2014                   | 1930      | Musterwagen/doppeltes Vorgelege/ex 4160 (ab 1955), Verkehrsmuseum Remise |
|                            | L 502                   | 13257/19/2014                   | 1960      | zweiachsiger Einrichtungs-Tw, Umbau aus L4für 2 schaffnerlose Bw, Traiskirchen |
|                            | L4 576                  | 13257/19/2014                   | 1961      | Neubau nach Muster von T2 & L3 zu l3/ein Beiwagen schaffnerlos, Verkehrsmuseum Remise                                                                                                |
|                            | F 746                   | 13257/19/2014                   | 1963      | vierachsiger Einrichtungsgelenktriebwagen / Umkonstruktion von L4, Verkehrsmuseum Remise                                                                                             |
|                            | G 777                   | 13257/19/2014                   | 1901      | Stückzahlengrößte Type, Kobelverglasung/ex 4777-777, Verkehrsmuseum Remise |
|                            | G3 2103                 | 13257/19/2014                   | 1909      | Schubtüren für Einmannbetrieb/ex GL 6181-2103, Traiskirchen |
|                            | H 2215                  | 13257/19/2014                   | 1910      | Erste Triebwagentype geschlossenen Plattformen ex 6061, Verkehrsmuseum Remise |
|                            | H 2248                  | 13257/19/2014                   | 1910      | Umbau für Rechtsverkehr, Scheuerleisten, 1963-2010 HR 6155, Traiskirchen |
|                            | H1 2260                 | 13257/19/2014                   | 1910      | Kriegsausführung Verdunklung/ex HP 6079-2260, Verkehrsmuseum Remise |
|                            | H2 2280                 | 13257/19/2014                   | 1910/1963 | K Kasten auf H Untergestell/ES/TL/SS/ex H 2154, Verkehrsmuseum Remise |
|                            | K 2283                  | 13257/19/2014                   | 1912      | Erster K-Triebwagen / modernisierte Ausführung / Neukasten / ES / TL, Traiskirchen                                                                                                   |
|                            | K 2319                  | 13257/19/2014                   | 1912      | Acht-Fenster-Triebwagen mit Tonnendach, Betriebsfahrzeug WTM |
|                            | K 2380                  | 13257/19/2014                   | 1912      | Ursprungsausführung/Tonnendach/ex KH 6205-2380, Verkehrsmuseum Remise |
|                            | K 2423                  | 13257/19/2014                   | 1913      | Triebwagen für die Linie 360 / Abblendscheinwerfer / ES, Betriebsfahrzeug WTM |
|                            | L1 2597                 | 13257/19/2014                   | 1920/1951 | Weiterentwicklung der Type K / Umbau aus L, Betriebsfahrzeug WTM |
|                            | L1 2606                 | 13257/19/2014                   | 1921      | Ursprungsausführung/rund eingezogene Seitenwand, Verkehrsmuseum Remise |
|                            | N 2706                  | 13257/19/2014                   | 1925      | N-Triebwagen der Wiener Elektrischen Stadtbahn, ex NL 6213, Verkehrsmuseum Remise |
|                            | N(60) 2714              | 13257/19/2014                   | 1925/1956 | Stadtbahntriebwagen für Linie 60, Verkehrsmuseum Remise |
|                            | N 2861                  | 13257/19/2014                   | 1927      | N-Triebwagen der Wiener Elektrischen Stadtbahn, Verkehrsmuseum Remise |
|                            | N1 2872                 | 13257/19/2014                   | 1961      | N1-Triebwagen der Wiener Elektrischen Stadtbahn, ex N 2869, Verkehrsmuseum Remise |
|                            | N1 2992                 | 13257/19/2014                   | 1961      | N1-Triebwagen der Wiener Elektrischen Stadtbahn, ex N 2709, Verkehrsmuseum Remise |
|                            | M 4013                  | 13257/19/2014                   | 1927      | 2. M-Adaptierung: Erstlieferung/Orig-Kasten/Lampen/Mittelsignal/ED, Betriebsfahrzeug WTM                                                                                             |
|                            | M 4048                  | 13257/19/2014                   | 1928      | 4. M-Adaptierung: modernisierte Ausführung mit Lyra / ES / TL, Betriebsfahrzeug WTM                                                                                                  |
|                            | M 4077                  | 13257/19/2014                   | 1929      | 3. M-Adaptierung: Leuchtstoffröhren / Lyra / Mittelsignal / ED, Betriebsfahrzeug WTM                                                                                                 |
|                            | M 4078                  | 13257/19/2014                   | 1929      | Ursprungsausführung m. Originalkasten/Glühlampen, Verkehrsmuseum Remise |
|                            | M 4101                  | 13257/19/2014                   | 1929      | 5. M-Adaptierung: modernste Ausführung/Scherenstromabn./TL/ES, Betriebsfahrzeug WTM                                                                                                  |
|                            | M 4148                  | 13257/19/2014                   | 1929      | 1. M-Adaptierung: Sitz-Nockenfahrschalter/Mittelsignal/Lampen/ED, Betriebsfahrzeug WTM                                                                                               |
|                            | M1 4151                 | 13257/19/2014                   | 1929      | Weiterentwicklung der Type M/Stahlwagenkasten, Verkehrsmuseum Remise |
|                            | P 4153                  | 13257/19/2014                   | 1929      | zweiachsiges geteiltes Fahrgestell, ex dreiachsiger Triebwagen, ex 455, Verkehrsmuseum Remise                                                                                        |
|                            | D 4301                  | 13257/19/2014                   | 1957      | erster vierachsiger Einrichtungs-Gelenktriebwagen, ex n1, Verkehrsmuseum Remise |
|                            | SP 6007                 | 13257/19/2014                   | 1912      | Schneepflughilfstriebwagen/Holzkobelverglasung/Kran/1912-1916 Nr. 2807, Traiskirchen                                                                                                 |
|                            | SP 6019                 | 13257/19/2014                   | 1912      | Schneepflughilfstriebwagen/Holzkobelverglasung, Verkehrsmuseum Remise |
|                            | SS 6047                 | 13257/19/2014                   | 1914      | Schienenschleifwagen/Holzverglasung/Umbau aus SP, Verkehrsmuseum Remise |
|                            | KM1 6112                | 13257/19/2014                   | 1908      | Kranwagen/schwenkbares Dach zur Gleiserhaltung, Verkehrsmuseum Remise |
|                            | KO2 6133                | 13257/19/2014                   | 1925      | Seitenkipptriebwagen System Ochsner, Verkehrsmuseum Remise |
|                            | GP 6412                 | 13257/19/2014                   | 1958      | Schneepflughilfstriebwagen/modern.Ausführg/Ub aus G1 680, Traiskirchen |
|                            | GS 6857                 | 13257/19/2014                   | 1906/1952 | Schulungswagen/Umbau aus G(AW), Betriebsfahrzeug WTM |
|                            | GS 6858                 | 13257/19/2014 und 13257/1//2015 | 1909/1953 | Schulungswagen/Umbau aus G3 2150, Traiskirchen |
|                            | GS1 6859                | 13257/19/2014                   | 1969      | Schulungswagen/Neubau aus Reserveteilen, Verkehrsmuseum Remise |
|                            | ULF-197-01              | 13257/19/2014                   | 1992      | ULF-Versuchsträger/Porsche-Bug-Portalfahrwerk+SGP-VT, Traiskirchen |
|                            | 53                      | 13257/19/2014                   | 1868      | Pferdebahn Sommerwagen der WT ex vl 7071-v 1851-53, Verkehrsmuseum Remise |
|                            | c3 1101                 | 13257/19/2014                   | 1959      | Prototyp-Einrichtungs-Großraumbeiw. für alte Tw/1973-2010 Nr. 1163, Traiskirchen |
|                            | c3 1110                 | 13257/19/2014                   | 1959      | vierachsiger Einrichtungsbeiwagen mit Schaffnerplatz, 3 Hecktüren, Verkehrsmuseum Remise                                                                                             |
|                            | c1 1241                 | 13257/19/2014                   | 1957      | Vierachsiger Einrichtungsbeiwagen zu C1 141/Schaku, Verkehrsmuseum Remise |
|                            | b 1401                  | 13257/19/2014                   | 1952      | Erster Neubaubeiwagen/pneumatische. Selbstschließtüren, Verkehrsmuseum Remise |
|                            | b 1482                  | 13257/19/2014                   | 1952      | Elektro-pneumatische Versuchstürsteuerung/Schnellschließer/zu Type B, Traiskirchen                                                                                                   |
|                            | k7 1500                 | 13257/19/2014                   | 1953      | Musterbeiwagen/Abart von k6/Tl, Traiskirchen |
|                            | k6 1501                 | 13257/19/2014                   | 1951      | Erster Ganzstahlbeiwagen/durchgehender Innenraum/ex k1 3203, Verkehrsmuseum Remise                                                                                                   |
|                            | k6 1518                 | 13257/19/2014                   | 1952      | Versuch elektr. Türsteuerung/ex k2 3437, Betriebsfahrzeug WTM |
|                            | k6 1530                 | 13257/19/2014                   | 1951      | 3. Bauserie mit Gummischubfederung/ex k2 3555, Betriebsfahrzeug WTM |
|                            | k3(neu) 1608            | 13257/19/2014                   | 1957      | Letzter Original-k3(neu) (k9) mit Leuchtstoffröhrenlampen/Ub aus k2 3341, Traiskirchen                                                                                               |
|                            | k3(neu) 1620            | 13257/19/2014                   | 1957      | Neukasten nach k3-Plänen/Umbau aus k2 3431, Betriebsfahrzeug WTM |
|                            | l 1702                  | 13257/19/2014                   | 1959      | Umbau aus l3 für Betrieb mit zwei schaffnerlosen Beiwagen, Traiskirchen |
|                            | l 1776                  | 13257/19/2014                   | 1961      | Umbau aus l3 für Betrieb mit zwei schaffnerlosen Beiwagen, Traiskirchen |
|                            | l3 1840                 | 13257/19/2014                   | 1961      | Ursprungsausführung mit Schaffnerplatz/zu L4, Verkehrsmuseum Remise |
|                            | l3 1900                 | 13257/19/2014                   | 1962      | Musterwagen mit Einrichtung für schaffnerlosen Betrieb, Verkehrsmuseum Remise |
|                            | k8 1901                 | 13257/19/2014                   | 1953      | Umbau Beiwagen aus Type k Nr. 3101 mit Tonnendach, Verkehrsmuseum Remise |
|                            | k2 3487                 | 13257/19/2014                   | 1913      | Großer Beiwagen/runde Seitenwand 1935/Laternendach/1966-70 Nr. 7803, Verkehrsmuseum Remise                                                                                           |
|                            | m1 3750                 | 13257/19/2014                   | 1923      | Tonnendach/Schub- & Klapptüren/24 Sitzplätze/m1 3750 - k4 3750 - gr 7130, Traiskirchen                                                                                               |
|                            | u2 3832                 | 13257/19/2014                   | 1911      | Sommer-Winterbeiwagen / verglaste eckige Plattformen/1961-70 Nr. 7158, Traiskirchen                                                                                                  |
| k5 3940 (rechts) hinter A1 | k5 3940                 | 13257/19/2014                   | 1919/1937 | Wagenkasten wie k4, Aufbau auf gm1 7398, Betriebsfahrzeug WTM |
|                            | k5 3964                 | 13257/19/2014                   | 1919/1938 | Wagenkasten wie k4, Aufbau auf gm1 7338, Betriebsfahrzeug WTM |
|                            | k5 3965                 | 13257/19/2014                   | 1919/1938 | Wagenkasten wie k4, Aufbau auf gm1 7339, Betriebsfahrzeug WTM |
|                            | k5 3984                 | 13257/19/2014                   | 1919/1938 | Wagenkasten wie k4, Aufbau auf gm1 7367, Verkehrsmuseum Remise |
|                            | d2 5022                 | 13257/19/2014                   | 1900/1924 | Kleiner Bw/Längsbänke/Ub aus D 237/1959-2009 sz1 7194, Traiskirchen |
|                            | m2 5194                 | 13257/19/2014                   | 1928      | Ursprungsausführung mit Schlitzlüfter/Dachsignale, Traiskirchen |
|                            | m2 5200                 | 13257/19/2014                   | 1928      | Musterbeiwagen für TL- und Schienenbremsen-Einbau, Betriebsfahrzeug WTM |
|                            | m2 5210                 | 13257/19/2014                   | 1928      | Kastenreparatur durch Saurer 1946 / 4 weite Stabeg-Lüfter / TL, Betriebsfahrzeug WTM                                                                                                 |
|                            | m2 5211                 | 13257/19/2014                   | 1928      | modernisierte Ausführung / Schlitz-Endlüfter / TL, Betriebsfahrzeug WTM |
|                            | m3 5311                 | 13257/19/2014                   | 1928      | 1. m3-Adapt: Originalkasten mit 4 engen Flettner-Lüfter/Steyr-Achslager, Betriebsfahrzeug WTM                                                                                        |
|                            | m3 5337                 | 13257/19/2014                   | 1928      | m3 Ursprungsausführung m. 6 Flettner Lüfter/Dachsignal, Traiskirchen |
|                            | m3 5358                 | 13257/19/2014                   | 1929      | 4. m3-Adapt: 4 neu angeordn. weite Stabeg-Lüfter/Isothermos/Lampen, Betriebsfahrzeug WTM                                                                                             |
|                            | m3 5364                 | 13257/19/2014                   | 1929      | 3. m3-Adapt: 4 enge Stabeg-Lüfter / Isothermos / Lampen, Betriebsfahrzeug WTM |
|                            | m3 5412                 | 13257/19/2014                   | 1929      | 5. m3-Adapt: modernste Ausführung / 4 weite Stabeg-Lüfter / TL, Verkehrsmuseum Remise                                                                                                |
|                            | m3 5417                 | 13257/19/2014                   | 1929      | 2. m3-Adapt: Alt-Kasten-Reparatur/Schlitz-Endlüfter von m2 / Lampen, Betriebsfahrzeug WTM                                                                                            |
|                            | n 5538                  | 13257/19/2014                   | 1925      | Stadtbahnbeiwagen/eigenes Fahrgestell/Vielfachsteuerung, Verkehrsmuseum Remise |
|                            | n1 5786                 | 13257/19/2014                   | 1927      | Stadtbahnbeiwagen Linie 60/Züricher Lichtkupplung, Verkehrsmuseum Remise |
|                            | n1 5814                 | 13257/19/2014                   | 1927      | Stadtbahnbeiwagen für Straßenbahnbetrieb/Solenoid, Verkehrsmuseum Remise |
|                            | n2 5993                 | 13257/19/2014                   | 1969      | Umbau Stadtbahnbeiwagen/pneumat. Falttüren/aus n 5622, Verkehrsmuseum Remise |
|                            | al 7008                 | 13257/19/2014                   | 1904      | Offener Anhängelastwagen, Traiskirchen |
|                            | al 7020                 | 13257/19/2014                   | 1911      | Anhängelowry/offener Güterwagen/ex Pferdebahnwagen, Traiskirchen |
|                            | ks 7026                 | 13257/19/2014                   | 1885      | Kesselwagen ex NWT Nr. I Caissonwagen/Aufspritzwagen, Traiskirchen |
|                            | am 7030                 | 13257/19/2014                   | 1930      | Einachsige Anhänge Messachse mit Generator, Verkehrsmuseum Remise |
|                            | gm 7059                 | 13257/19/2014                   | 1916      | Güter und Materiallastwagen/Hochbord Güterwagen, Verkehrsmuseum Remise |
|                            | sl 7102                 | 13257/19/2014                   | 1912      | 4 achsiger Schienenlastwagen/Niederbordwagen, Traiskirchen |
|                            | st 7114                 | 13257/19/2014                   | 1911      | Schienentransportwagen/paarweise Verwendung, Verkehrsmuseum Remise |
|                            | st 7115                 | 13257/19/2014                   | 1911      | Schienentransportwagen/paarweise Verwendung, Verkehrsmuseum Remise |
|                            | kt 7131                 | 13257/19/2014                   | 1908      | Kabeltrommelwagen, Traiskirchen |
|                            | ab 7247                 | 13257/19/2014                   | 1903      | Achsbruchwagerl zum Wagentransport/20 t Tragfähigkeit, Traiskirchen |
|                            | ab 7250                 | 13257/19/2014                   | 1903      | Achsbruchwagerl zum Wagentransport/20 t Tragfähigkeit, Traiskirchen |
|                            | fd 7291                 | 13257/19/2014                   | 1924/1935 | Fahrrad-Draisine für die Stadtbahn Signalerhaltung, Verkehrsmuseum Remise |
|                            | ko1 7503                | 13257/19/2014 und 13257/14/2014 | 1924      | Seitenkipperbeiwagen System Ochsner/ex DT 118, Traiskirchen |
|                            | sa 7561                 | 13257/19/2014 und 13257/1//2015 | 1973      | Sandstreuwagen m. elektrisch angetriebenen Streuteller/Ub aus k6 1572, Traiskirchen                                                                                                  |
|                            | kl 11023                | 13257/19/2014                   | 1917      | Kleiner offener Lastbeiwagen/Umbau aus DT 23-ex 7540, Verkehrsmuseum Remise |
|                            | spa 662                 | 13257/19/2014                   | 1915      | Offener Anhänge Schneepflug/ex 9107 9662 662, Verkehrsmuseum Remise |
|                            | OE-I Nr. 4              | 13257/19/2014                   | 1944      | O-Bus-Motorwagen, Henschel-Lohner, ex W 161.304 - W 19.497 - W 76.391; Traiskirchen                                                                                                  |
|                            | OA-1 Nr. 10             | 13257/19/2014                   | 1949      | O-Bus-Anhänger, Gräf & Stift, ex W 97.234; Traiskirchen |
|                            | A 2                     | 54.021/1/2013                   | 1944      | Kriegsstraßenbahnwagen (KSW), Verkehrsmuseum Remise |
|                            | s2 1504                 | §2 Denkmalschutzgesetz          | 1871      | ex Pferdebahnwagen N° 340, Verkehrsmuseum Remise Der 1949 außerdienstgestellte Wagen war bereits ab 1950 per Bescheid unter Denkmalschutz, welcher 1956 aber wieder aufgehoben wurde |
|                            | 11                      | §2 Denkmalschutzgesetz          | 1885      | Dampftramwaylok Krauss & Co südliche Linie/Cn2t, Verkehrsmuseum Remise |
|                            | 72                      | §2 Denkmalschutzgesetz          | 1886      | Dampftramwayanhänger der Dampftramway Krauss & Co, Verkehrsmuseum Remise |
|                            | E 4401                  | 13257/14/2014                   | 1959      | erster sechsachsiger Einrichtungs-Gelenktriebwagen, Depot |
|                            | c2 1001                 | 13257/14/2014                   | 1954      | Erster vierachsiger Großraumbeiwagen im Letztzustand, Depot |
|                            | E6 4912                 | 13257/14/2014                   | 1980      | sechsachsiger Zweirichtungsgelenktriebwagen für Stadtbahn/U6, Depot |
|                            | c6 1906                 | 13257/14/2014                   | 1980      | 6-achsiger Zweirichtungsgelenkbeiwagen für Stadtbahn/U6, Depot |
|                            | GP 6408                 | 13257/14/2014                   | 1956      | Schneepflughilfstriebwagen/grün/Aufbau auf G1 739, Verkehrsmuseum Remise |
|                            | spa 9046                | 13257/14/2014                   | 1977      | Geschlossener Anhänge-Schneepflug pneumatischer Hebe- & Senkvorrichtung für die Pflugschar ex 9792, Verkehrsmuseum Remise                                                            |
|                            | TU1 6122                | 13257/14/2014                   | 1954      | Turmwagen zur Oberleitungserhaltung/Umbau aus N 2854, Depot |
|                            | BD 6120                 | 13257/14/2014                   | 1964      | Benzindraisine/ex BD 6151, Verkehrsmuseum Remise |
|                            | 8                       | 54.021/1/2013                   | 1884      | Dampftramway Krauss & Co, Museumstramway Mariazell, zur Reko in Iaşi (RO) |
|                            | 31 „Stammersdorf“       | 54.021/1/2013                   | 1904      | Dampftramway Krauss & Co, Museumstramway Mariazell |
|                            | A 7m                    | 54.021/1/2013                   | 1896      | Wiener Tramwaygesellschaft, Museumstramway Mariazell |
|                            | C1 84                   | 54.021/1/2013                   | 1898      | Museumstramway Mariazell, zur Reko in Iaşi (RO) als Tw 9 der Wien-Kagraner Bahn |
|                            | D 299                   | 54.021/1/2013                   | 1900      | ex BBG, Museumstramway Mariazell |
|                            | G2 2067                 | 54.021/1/2013                   | 1907      | Museumstramway Mariazell |
|                            | H 2229                  | 54.021/1/2013                   | 1911      | Museumstramway Mariazell |
|                            | K 2307                  | 54.021/1/2013                   | 1913      | Museumstramway Mariazell |
|                            | L 2602                  | 54.021/1/2013                   | 1921      | Museumstramway Mariazell |
|                            | M 4112                  | 54.021/1/2013                   | 1929      | Museumstramway Mariazell |
|                            | T 404                   | 54.021/1/2013                   | 1901      | ex BBG, Museumstramway Mariazell |
|                            | 58                      | 54.021/1/2013                   | 1868      | Wiener Tramwaygesellschaft, Museumstramway Mariazell |
|                            | 21                      | 54.021/1/2013                   | 1883      | Dampftramway Krauss & Co, nur Untergestell, Museumstramway Mariazell |
|                            | 22                      | 54.021/1/2013                   | 1883      | Dampftramway Krauss & Co, nur Untergestell, Museumstramway Mariazell |
|                            | 76                      | 54.021/1/2013                   | 1886      | Dampftramway Krauss & Co, nur Untergestell, Museumstramway Mariazell |
|                            | 132                     | 54.021/1/2013                   | 1889      | Dampftramway Krauss & Co, nur Untergestell, Museumstramway Mariazell |
|                            | d2 5019                 | 54.021/1/2013                   | 1901 1924 | Museumstramway Mariazell |
|                            | 132                     | 54.021/1/2013                   | 1886      | Neue Wiener Tramwaygesellschaft, als WLB 152, Historama Ferlach (mit Reko-Stahlkasten Bj. 1985)                                                                                      |
|                            | k5 3970                 | 54.021/1/2013                   | 1919 1938 | Umbau aus gm1 7344, Museumstramway Mariazell |
|                            | k 3201                  | 54.021/1/2013                   | 1909      | 1957 Umbau in k3(neu) 1623, Rückbau geplant, Museumstramway Mariazell |
|                            | m2 5208                 | 54.021/1/2013                   | 1928      | Museumstramway Mariazell |
|                            | m3 5410                 | 54.021/1/2013                   | 1929      | Museumstramway Mariazell |
|                            | q 1446                  | 54.021/1/2013                   | 1884      | Wiener Tramwaygesellschaft Nr. 623, Museumstramway Mariazell |
|                            | t2 1665                 | 54.021/1/2013                   | 1885      | Neue Wiener Tramwaygesellschaft VIb Nr. 141, zuletzt Graz Bw 154B, nur Untergestell, Museumstramway Mariazell                                                                        |
|                            | KM2 6113                | 54.021/1/2013                   | 1927      | Museumstramway Mariazell |
|                            | KO2 6135                | 54.021/1/2013                   | 1925      | Museumstramway Mariazell |
|                            | SP 6033                 | 54.021/1/2013                   | 1914      | Museumstramway Mariazell |
|                            | TU 6121                 | 54.021/1/2013                   | 1926      | Museumstramway Mariazell |
|                            | 107                     | 54.021/1/2013                   | 1886      | Dampftramway Krauss & Co, zuletzt om 7107, Museumstramway Mariazell |
|                            | 304                     | 54.021/1/2013                   | 1887      | Neue Wiener Tramwaygesellschaft, zuletzt WLB Gw 716, Museumstramway Mariazell |
|                            | 519                     | 54.021/1/2013                   | 1886      | Neue Wiener Tramwaygesellschaft, Museumstramway Mariazell |
|                            | 824                     | 54.021/1/2013                   | 1885      | Neue Wiener Tramwaygesellschaft, Museumstramway Mariazell |
|                            | IIIb 19                 | 54.021/1/2013                   | 1873      | Neue Wiener Tramwaygesellschaft, zuletzt al 7005, Museumstramway Mariazell |
|                            | al 7010                 | 54.021/1/2013                   | 1908      | Museumstramway Mariazell |
|                            | gm 7063                 | 54.021/1/2013                   | 1916      | ehem. Leichenwagen, Museumstramway Mariazell |
|                            | gm1 7303                | 54.021/1/2013                   | 1918      | Museumstramway Mariazell |
|                            | 8                       | 54.021/1/2013                   | 1883      | Dampftramway Krauss & Co, als kl 7535, Museumstramway Mariazell |
|                            | 24                      | 54.021/1/2013                   | 1884      | Dampftramway Krauss & Co, als kl 7541, Museumstramway Mariazell |
|                            | 40                      | 54.021/1/2013                   | 1884      | Dampftramway Krauss & Co, als kl 7544, Museumstramway Mariazell |
|                            | 62                      | 54.021/1/2013                   | 1886      | Dampftramway Krauss & Co, als kl 7545, Museumstramway Mariazell |
|                            | 90                      | 54.021/1/2013                   | 1887      | Dampftramway Krauss & Co, als ko 7501, Museumstramway Mariazell |
|                            | 116                     | 54.021/1/2013                   | 1886      | Dampftramway Krauss & Co, als ko1 7506, nur Untergestell, Museumstramway Mariazell                                                                                                   |
|                            | f1 1743                 | 54.021/1/2013                   | 1886      | Neue Wiener Tramwaygesellschaft, als kl1 7553, Museumstramway Mariazell |
|                            | ks 7027                 | 54.021/1/2013                   | 1885 1978 | Neue Wiener Tramwaygesellschaft Caissonwagen 2, Museumstramway Mariazell |
|                            | kt 7132                 | 54.021/1/2013                   | 1912      | Museumstramway Mariazell |
|                            | sl 7101                 | 54.021/1/2013                   | 1912      | Museumstramway Mariazell |
|                            | st 7111                 | 54.021/1/2013                   |           | Museumstramway Mariazell |
|                            | st 7113                 | 54.021/1/2013                   |           | Museumstramway Mariazell |
|                            | sz1 7176                | 54.021/1/2013                   | 1900      | ex BBG, Reko als d2 5025 geplant, Museumstramway Mariazell |

## Kraft gesetzlicher Vermutung unter Denkmalschutz stehende Objekte
Das Denkmalschutzgesetz formuliert  in  § 2. (1) 1:

„Bewegliche Denkmale, die sich im alleinigen oder überwiegenden Eigentum des Bundes,
eines Landes oder von anderen öffentlich-rechtlichen Körperschaften, Anstalten, Fonds
sowie von gesetzlich anerkannten Kirchen oder Religionsgesellschaften einschließlich ihrer
Einrichtungen befinden, stehen solange unter Denkmalschutz, als das Bundesdenkmalamt
nicht auf Antrag einer Partei bzw. von Amts wegen eine bescheidmäßige Entscheidung über
das tatsächliche Vorliegen des öffentlichen Interesses getroffen hat (Unterschutzstellung
kraft gesetzlicher Vermutung gemäß § 2 Abs. 1 Denkmalschutzgesetz). 
Die Vermutung gilt nicht für Gebrauchsgegenstände, die in größerer Menge industriell oder
handwerklich hergestellt wurden und weniger als 100 Jahre alt sind, es sei denn, es handelt
sich um mitgeschützte Bestandteile oder Zubehör eines unter Denkmalschutz stehenden
Objekts.“

Dies betrifft hier in erster Linie Objekte von Bund und Ländern. Schienenfahrzeuge von Kirchen und Religionsgemeinschaften gab es zwar zur Zeit der Österreichisch-Ungarischen Monarchie in einzelnen Fällen, nicht aber in der Ersten oder Zweiten Republik.
Laut Bundesdenkmalamt ist aber im Einzelfall zu prüfen, ob allfällige Fortdauer des Denkmalschutzes kraft gesetzlicher Vermutung zutrifft.

## Ehemals unter Denkmalschutz gestandene Fahrzeuge
Bei den nachstehend angeführten Objekten wurde entweder der Denkmalschutz aufgehoben oder die Objekte existieren gar nicht mehr.
| Bild                                         | Bezeichnung oder Nummer           | Inventarnummer      | Baujahr   | Erläuterung |
| -------------------------------------------- | --------------------------------- | ------------------- | --------- | --- |
|                                              | ÖBB 97.201                        |                     |           | Vordernberg. Die Lokomotive wurde vom Technischen Museum Wien an den Verein Erzbergbahn übergeben. Damit ging der Denkmalschutz nach §2 DMSG verloren |
| Das Bild zeigt das Schwesterfahrzeug 1089.06 | 1089.01                           |                     |           | 1990 verschrottet |
|                                              | 7030 203-9                        |                     |           | 2010 verschrottet |
|                                              | ÖBB 698.01                        | TMW 41336           | 1941      | Denkmal vor dem Bahnhof Bad Ischl. Die Lokomotive wurde vom Technischen Museum Wien an die Gemeinde Bad Ischl übergeben. Damit ging der Denkmalschutz nach §2 DMSG verloren |
|                                              | ÖBB 4041.01                       | TMW 41366           | 1929      | Ampflwang (ÖGEG) Um 2008 aus Sammlung der Republik ausgeschieden und durch ET 10.003 (4041.03) ersetzt |
|                                              | ÖBB 1072.05                       | TMW 41381           | 1913      | ex Leihgabe an VEF; 2018 im Depot Marchegg verschrottet |
|                                              | GKB DF 31                         | TMW 41402           | ca. 1907  | Eisenbahnmuseum Schwechat Kombinierter Gepäck- und Postwaggon; ex Südbahn (Sulmtalbahn); ex Leihgabe des TMW an den Club 56, Heizhaus Radkersburg; um 2019 aus der Sammlung der Republik ausgeschieden und vom VEF übernommen. Damit ging der Denkmalschutz nach §2 DMSG verloren                           |
|                                              | Lokalbahn Wien - Pressburg C 1533 | TMW 41405           | 1913      | zuletzt nur mehr Untergestell (Teile für C 1531 verwendet); verschrottet |
|                                              | Salonwagen SKGLB S 1              | TMW 41407           | 1890/1995 | SKGLB-Museum Mondsee. Der Waggon wurde vom Technischen Museum Wien an das SKGLB-Museum Mondsee übergeben. Damit ging der Denkmalschutz nach §2 DMSG verloren |
|                                              | Personenwagen SKGLB B 503         | TMW 41408           | 1893      | Denkmal vor dem Bahnhof Bad Ischl. Der Waggon wurde vom Technischen Museum Wien an die Gemeinde Bad Ischl übergeben. Damit ging der Denkmalschutz nach §2 DMSG verloren |
|                                              | Güterwagen DR 19028               | TMW 41426 ÖSEK 8902 | 1892      | Gedeckter Güterwagen ex KWStE; zuletzt ÖBB Bdw. 992 058; Eisenbahnmuseum „Das Heizhaus“ Strasshof; war Leihgabe des TMW an den VEF; 2004 aus der Sammlung der Republik ausgeschieden und vom 1. ÖSEK übernommen (Beschreibung)                                                                              |
|                                              | Güterwagen G 110 081              | TMW 41427 ÖSEK 8400 | 1918      | Gedeckter Güterwagen ex DÖStB Gg 20-108; zuletzt ÖBB Bdw. 986 524; Eisenbahnmuseum „Das Heizhaus“ Strasshof; war Leihgabe des TMW an den VEF; 2004 aus der Sammlung der Republik ausgeschieden und vom 1. ÖSEK übernommen (Beschreibung); in einigen Dokumenten falsch als G l10083 bzw. G 10083 bezeichnet |
|                                              | ÖBB Bdw 970 004                   | TMW 41430           | 1929      | „Donnerbüchse“; Ampflwang (ÖGEG) |
|                                              | ÖBB 1020 038-4                    | TMW 41458 ÖSEK 1702 | 1943      | ex DR E94 100; Eisenbahnmuseum „Das Heizhaus“ Strasshof Um 2008 aus Sammlung der Republik ausgeschieden und durch 1020.47 ersetzt |
|                                              | ÖBB 1245 001-1 (Vz 011.01-6)      | TMW 41499 ÖSEK 1507 | 1934      | Eisenbahnmuseum „Das Heizhaus“ Strasshof Um 2008 aus Sammlung der Republik ausgeschieden und durch 1245.04 ersetzt |
|                                              | ÖBB 1040 008-3                    | TMW 41512 ÖSEK 1703 | 1951      | Eisenbahnmuseum „Das Heizhaus“ Strasshof Um 2008 aus Sammlung der Republik ausgeschieden und durch 1040.01 ersetzt |
|                                              | ÖBB 1046 005-3                    | TMW 41641 ÖSEK 1707 | 1956/1994 | Eisenbahnmuseum „Das Heizhaus“ Strasshof Um 2008 aus Sammlung der Republik ausgeschieden und durch 1046 016-0 ersetzt |
|                                              | ÖBB 1073.03                       |                     | 1923      | ex BBÖ 1029.03; 199x verschrottet |
|                                              | ÖBB 1280.14                       |                     | 1929      | ex DR E 88 214; Ampflwang (ÖGEG) |
|                                              | ÖBB 86.476                        |                     | 1942      | ex DR; Ampflwang (ÖGEG) |
|                                              | LWP Cah 1500                      |                     | 1916      | vierachsiger Personenwagen der Pressburger Bahn mit geschlossenen Plattformen, zuletzt ÖBB-Bahnhofswagen 0696 in Bregenz, um 1984 verschrottet |
|                                              | Schienenfahrrad ÖBB Reihe X 701.9 |                     | 1900      | Hirschwang (ÖGLB) als X 21, 1979 vom ÖEM ausgeschieden |